# عدسة مكبرة
العدسة المكبرة هي عدسة زجاجية أو لدائنية (بلاستيكية) يمكن بواسطتها تكبير الأشياء للتمكن من رؤيتها بصورة أكثر وضوحا.
فالعدسة المكبرة تكون محدبة الشكل، وحسب القاعدة الفيزيائية للعدسات فأنها تعطي أحسن صورة مكبرة على بعد معين من الشيء المراد تكبيره.

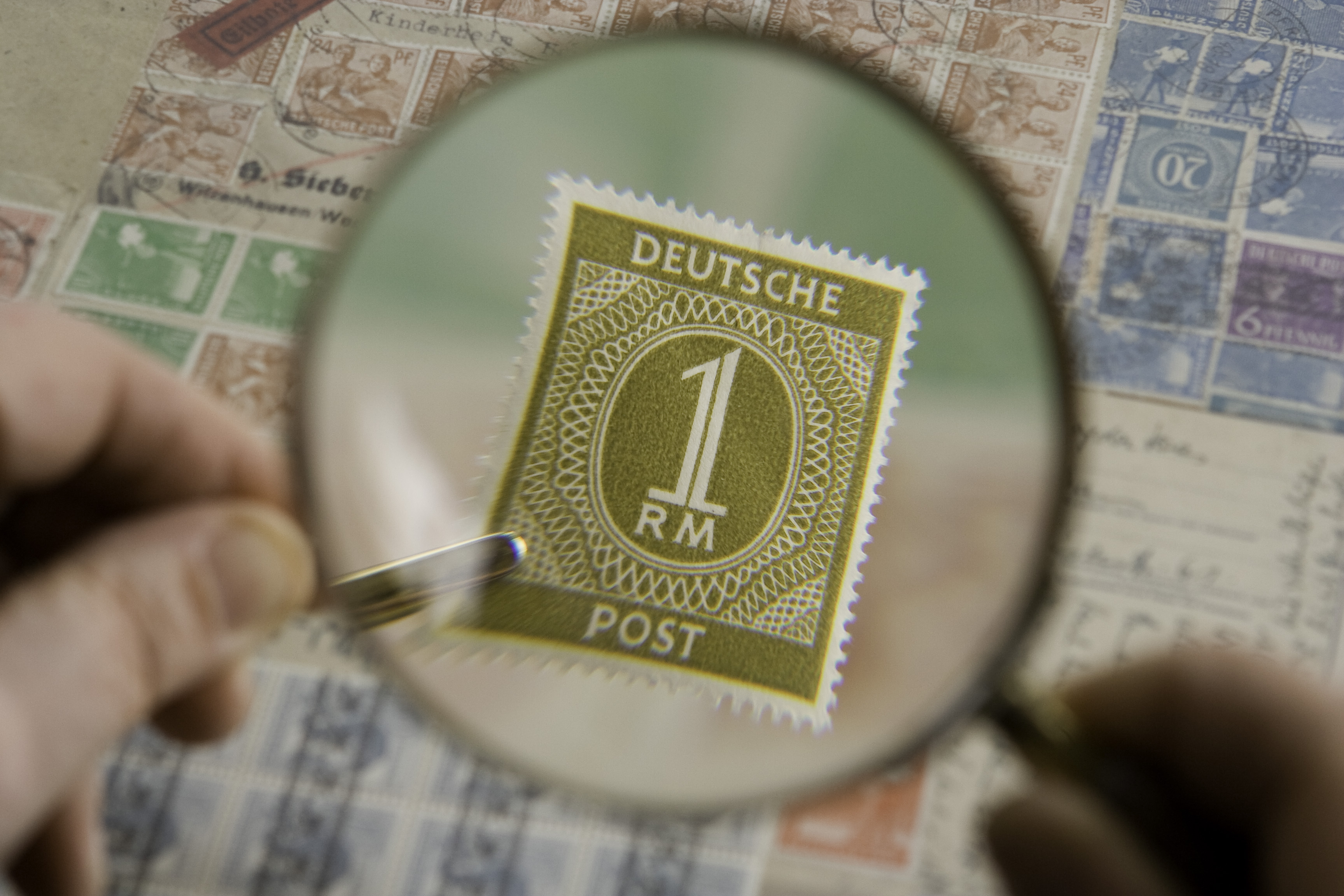
عدسة مكبرة كلاسيكية للقراءة

العدسة النظامية لها ممسك لتسهيل التعامل مع العدسة بسهولة، بعض العدسات المكبرة تزود يقاعدة على مسافة ثابتة من الشيء المراد تكبيره (كتابة مثلا) وبتحريك القاعدة على الورقة المكتوبة أو (طابع بريدي) مثلا يمكن تميز أدق التفاصيل . بعض المكبرات تكون مزودة بمصدر للإضاءة لتحسين الأستفادة من العدسة المكبرة.
المقراب والمجهر هما أفضل مثال للعدسات المكبرة ولاستغلال القوانين الفزيائية للعدسات . فالمقراب يستخدم لتقريب وتكبير الأشياء البعيدة - فنستطيع به رؤية القمر مثلا عن قرب - ، اما المجهر فيستخدم لتكبير الأشياءالصغيرة جدا عدة آلاف من المرات - ونستطيع بفضله رؤية البكتيريا وكرات الدم الحمراء وكرات الدم البيضاء.